# غاستون مارتينيز
غاستون مارتينيز (بالإسبانية: Gastón Martínez)‏ هو لاعب كرة قدم أوروغواني في مركز الوسط، ولد في 1 ديسمبر 1989 في مونتفيدو في الأوروغواي. لعب مع التانك سيلي ونادي رينتيستاس ونادي سيرو.

## وصلات خارجية
- غاستون مارتينيز على موقع قاعدة بيانات كرة القدم.إي يو (الإنجليزية)
- غاستون مارتينيز على موقع Soccerway.com (الإنجليزية)